# ألين باول (كاتب)
ألين باول (بالإنجليزية: Allen Paul)‏ هو صحفي وكاتب أمريكي، ولد في 1939.